# Dmitry Leonidovich Radchenko
Dmitry Leonidovich Radchenko (sinh ngày 2 tháng 12 năm 1970) là một cầu thủ bóng đá người Nga.

## Đội tuyển bóng đá quốc gia Liên Xô
Dmitry Leonidovich Radchenko thi đấu cho đội tuyển bóng đá quốc gia Liên Xô từ năm 1990.

## Đội tuyển bóng đá quốc gia Nga
Dmitry Leonidovich Radchenko thi đấu cho đội tuyển bóng đá quốc gia Nga từ năm 1992 đến 1996.

## Thống kê sự nghiệp
| Đội tuyển bóng đá Liên Xô | Đội tuyển bóng đá Liên Xô | Đội tuyển bóng đá Liên Xô |
| Năm                       | Trận                      | Bàn                       |
| ------------------------- | ------------------------- | ------------------------- |
| 1990                      | 2                         | 0                         |
| Tổng cộng                 | 2                         | 0                         |

| Đội tuyển bóng đá Nga | Đội tuyển bóng đá Nga | Đội tuyển bóng đá Nga |
| Năm                   | Trận                  | Bàn                   |
| --------------------- | --------------------- | --------------------- |
| 1992                  | 2                     | 1                     |
| 1993                  | 5                     | 1                     |
| 1994                  | 11                    | 5                     |
| 1995                  | 8                     | 2                     |
| 1996                  | 7                     | 0                     |
| Tổng cộng             | 33                    | 9                     |

| # | Ngày                 | Địa điểm                                         | Đối thủ    | Bàn thắng | Kết quả | Giải đấu                 |
| - | -------------------- | ------------------------------------------------ | ---------- | --------- | ------- | ------------------------ |
| 1 | 28 tháng 10 năm 1992 | Sân vận động Luzhniki, Moskva, Nga               | Luxembourg | 2–0       | 2–0     | Vòng loại World Cup 1994 |
| 2 | 29 tháng 1 năm 1994  | Kingdome, Seattle, Hoa Kỳ                        | Hoa Kỳ     | 1–0       | 1–1     | Giao hữu                 |
| 3 | 2 tháng 2 năm 1994   | Đấu trường Quận Oakland–Alameda, Oakland, Hoa Kỳ | México     | 2–1       | 4–1     | Giao hữu                 |
| 4 | 20 tháng 4 năm 1994  | Sân vận động Bursa Atatürk, Bursa, Thổ Nhĩ Kỳ    | Thổ Nhĩ Kỳ | 1–0       | 1–0     | Giao hữu                 |
| 5 | 28 tháng 6 năm 1994  | Sân vận động Stanford, Stanford, Hoa Kỳ          | Cameroon   | 6–1       | 6–1     | World Cup 1994           |
| 6 | 12 tháng 10 năm 1994 | Sân vận động Luzhniki, Moskva, Nga               | San Marino | 4–0       | 4–0     | Vòng loại Euro 1996      |
| 7 | 16 tháng 11 năm 1994 | Hampden Park, Glasgow, Scotland                  | Scotland   | 1–1       | 1–1     | Vòng loại Euro 1996      |
| 8 | 16 tháng 8 năm 1995  | Sân vận động Olympic, Helsinki, Phần Lan         | Phần Lan   | 3–0       | 6–0     | Vòng loại Euro 1996      |
| 9 | 15 tháng 11 năm 1995 | Sân vận động Luzhniki, Moskva, Nga               | Phần Lan   | 1–0       | 3–1     | Vòng loại Euro 1996      |